# Sanū
Sanū (persiska: سنو) är en ort i Iran.   Den ligger i provinsen Khorasan, i den nordöstra delen av landet, 700 km öster om huvudstaden Teheran. Sanū ligger 1 437 meter över havet och antalet invånare är 922.
Terrängen runt Sanū är kuperad åt sydväst, men åt nordost är den platt. Runt Sanū är det mycket glesbefolkat, med 5 invånare per kvadratkilometer. Sanū är det största samhället i trakten. Trakten runt Sanū är ofruktbar med lite eller ingen växtlighet.